# 김성한 (1958년)
김성한(金城漢, 1958년 5월 18일 ~ )은 전 KBO 리그 해태 타이거즈의 선수였다. 전 KIA 타이거즈의 감독과 한화 이글스 수석코치를 역임했다.
KBO 리그의 대표적인 강타자로 해태 타이거즈 소속 프로 야구 원년 멤버로 프로 생활을 시작해서 같은 팀의 타격 코치를 거친 후 김응용 감독이 삼성 라이온즈로 옮기게 되자 KIA 타이거즈의 감독을 역임했다. 물러난 이후에는 모교인 군산상업고등학교 감독을 역임했으며, MBC ESPN 야구 해설 위원도 거쳤다. 2009 월드 베이스볼 클래식 국가대표팀 수석코치, KBO의 기술위원을 거쳐 2013~2014년에 한화 이글스의 수석 코치를 맡았다.
프로에서 14시즌을 뛰는 동안 타점왕 2회 (1982, 1988), 홈런왕 3회 (1985, 1988, 1989), 최우수 선수 2회 (1985, 1989), 최다 안타 2회 (1985, 1988) 등 화려한 수상 경력을 지녔다. 1988년에는 KBO 리그 사상 처음으로 20 홈런 - 20 도루 클럽 (26-32)에 가입하였고, 최초로 한 시즌 30홈런을 돌파하였다(1988), 또한, 은퇴 당시 안타(1389), 루타(2285), 득점(762), 2루타(247) 부분에서 통산 1위를 기록하였다. 장종훈의 등장 이전 각종 타격 기록은 김성한의 것이었고 "기록 제조기"라는 별명을 얻기도 했다.
1982년 KBO 리그 원년 해태 타이거즈는 14명이라는 초미니 선수단으로 출발하였다. 김성한은 팀의 3번 타자로서 3루수, 1루수, 지명 타자로 출장하는 한편 투수로도 활약하였고, 포수를 제외한 모든 포지션을 뛴 선수이다. 타자로서 그는 69타점으로 타점왕을 거머쥐었고, 13홈런에 3할 타율을 기록하는 한편 투수로서는 10승(3선발승)을 기록하였다. 이로써 투타 분업이 확실한 프로 야구에서 결코 나올 일이 없는 10승 투수·타점왕·3할 타자라는 진기록을 남겼다. 김성한의 투타 겸업은 1985년까지 계속되었고, 투수로서 15승 10패의 기록을 남겼다. 1983년 전기 리그 1위를 달리던 삼미 슈퍼스타즈에 2.5 경기차로 뒤진 채 광주무등경기장 야구장에서 가진 홈 경기 3연전 가운데 2차전에 선발 투수로 깜짝 출장한 김성한은 삼미 타선을 완봉으로 틀어 막으면서 해태 타이거즈가 삼미 슈퍼스타즈를 제치고 전기 리그를 1위로 마치는 데 중요한 전기를 마련하였다.
이른바 1기 KKK포 (김준환-김봉연-김성한)와 2기 KKK포 (김성한-김봉연-김종모), 그리고 이순철-한대화-김성한으로 이어지는 타선에 이르기까지 해태 타이거즈의 초창기와 80년대 말부터 90년대 중반의 전성기를 이끌었다. 총 14시즌에 통산 타율 0.286, 포스트 시즌 타율 0.286을 기록했으며, 해태 타이거즈의 통산 9차례의 우승 중 7차례를 이끌었다. 1985년과 1988년 두 차례 시즌 MVP에 올랐으며, 6차례의 1루수 골든 글러브, 1988년 올스타전 MVP, 그리고 3차례의 홈런왕 (7시즌 동안 4위 이내)를 기록했으며, 최다 안타 2회, 타점 1위 2회, 최다 득점 1회를 기록하였고, 1989년에는 도루 3위에 오르며 20-20 클럽을 달성하였다. 올스타전 역시 12차례 출전하였다.
선수 말년에도 최초로 열린 한·일 슈퍼 올스타전에서 (1991) 3개의 홈런을 기록하였다. 당시 그의 배트는 일본 도쿄 돔에 전시되고 있다. 은퇴 이후 해태 타이거즈의 수석 코치를 거쳐 해태 및 KIA 타이거즈의 3대 감독(2001년-2004년)을 역임했다. 하지만 감독 재임 중 2002년에 2군 포수였던 김지영을 폭행한 사건으로 감독 생활에 오점을 남기기도 했다.
별명은 오리궁둥이이다. 이 별명은 그의 특이한 타격폼 때문에 붙은 별명인데, 김성한은 다른 타자들과 달리, 마치 일본도를 잡는 자세와 같이 배트를 뒤로 젖힌 상태로 공이 날아오기를 기다렸다가 칠 때의 엉덩이가 뒤로 빠지면서 뒤에서 볼 때 오리의 엉덩이와 흡사하여 붙여졌다.
최근에는 KBS 2TV에서 방송한 천하무적 야구단에서 가끔 객원해설을 하기도 하였고, 기술고문 겸 해설위원으로 활동하다가 2012년 한화 이글스의 수석코치로 임명되었다.
한편, 1988년 최초 30홈런으로 종전 이만수의 정규시즌 MVP 최다홈런(83년 27홈런) 기록을 깼으며 1983년 이만수 이후 5년 만에  홈런-타점 2관왕 정규시즌 MVP가 됐으나 본인(김성한)의 기록은 1991년 장종훈(35홈런) 1992년 장종훈 (41홈런) 1998년 우즈(42홈런) 1999년 이승엽 (54홈런) 2003년 이승엽 (56홈런)에 의해 갱신됐는데 1988년 9월 7일 청주 빙그레전에서 내야땅볼을 치고 자신이 지킨 1루에 달려 온 빙그레 장종훈과 부딪쳐 팔목골절을 당해 8주진단을 받아  한국시리즈에 출전하지 못했으며 한국시리즈 당시 본인(김성한)이 지킨 1루 자리에는 1982년 이외엔 지명타자로 활동한 김봉연이 대신했다.

## 등번호
- 11 - 해태 타이거즈 (선수)
- 79 - 해태 타이거즈(타격 코치)
- 70 - 해태 타이거즈- 기아 타이거즈(감독)
- 71 - 한화 이글스(수석 코치)

## 주요 기록
- 진한 바탕은 한국 프로 야구 최초 기록임

| 기록         | 날짜        | 소속 | 구장 | 상대팀 | 상대 투수 | 경기수 | 달성 당시 나이  | 기타    | 각주        |
| ------------ | ----------- | ---- | ---- | ------ | --------- | ------ | --------------- | ------- | ----------- |
| 150경기 출장 | 1983. 8. 10 | 해태 | 사직 | 롯데   |           |        |                 |         | [ 5 ]       |
| 500득점      | 1990. 6. 5  | 해태 | 청주 | LG     |           | 798    | 32세 17일       |         | [ 6 ] [ 7 ] |
| 600타점      | 1991. 5. 23 | 해태 | 대전 | 빙그레 |           |        |                 | 두 번째 |             |
| 600득점      | 1991. 7. 14 | 해태 | 대구 | 삼성   |           | 947    | 33세 1개월 26일 |         | [ 6 ]       |
| 2000루타     | 1992. 8. 20 | 해태 | 광주 | 롯데   |           | 1087   | 34세 3개월 2일  |         | [ 6 ]       |
| 700득점      | 1993. 5. 26 | 해태 | 광주 | 롯데   |           | 1140   | 35세 8일        | DH1     | [ 8 ]       |

- 한국시리즈 우승 7회 (1983, 1986, 1987, 1988, 1989, 1991, 1993)

주요수상기록 (각종 타이틀 외)
- 정규시즌 MVP (1985, 1988)
- 미스터 올스타 (1992)
- 선발 올스타출전 10회
- 골든 글러브 6회
  - 1루수 (1985, 1986, 1987, 1988, 1989, 1991)

| - 1982 (유일무이한 10승(3선발승)-10홈런, 타점왕) - 홈런 4위, 안타 3위, 타점 1위, 득점 7위, 타격 10위 - 승리 7위, 구원승 5위, 방어율 6위, 세이브포인트 8위,삼진 18위, WHIP 9위 - 1983 (안타 4위, 타점 17위, 득점 3위, 도루 9위, 타격 10위) - 1984 (홈런 6위, 안타 4위, 타점 13위, 득점 8위, ) - 1985 (홈런 1위, 안타 1위, 타점 2위, 득점 2위, 타격 3위) - 1986 (홈런 2위, 안타 4위, 타점 5위, 득점 2위, 도루 18위, 타격 15위) - 1987 (홈런 3위, 타점 13위, 득점 2위, 타격 11위) - 1988 (홈런 1위, 안타 1위, 타점 1위, 득점 2위, 도루 10위, 타격 3위) - KBO 최초 30홈런돌파 - 1989 (홈런 1위, 안타 3위, 타점 2위, 득점 1위, 도루 3위, 타격 19위) - KBO 최초 20-20 클럽 (26홈런 32도루) - 1990 (홈런 15위, 득점 10위, 도루 19위) - 부상으로 89경기 - 1991 (홈런 3위, 안타 11위, 타점 4위, 득점 9위, 도루 20위, 타격 14위) - 1992 (홈런 18위, 최악시즌)/ 1993 (타점 13위, 타격 18위)/ 1994 (45경기출장)/ 1995 (85경기출장, 은퇴) |

### 타격 성적
| 연 도           | 소 속           | 나 이           | 출 장 | 타 석 | 타 수 | 득 점 | 안 타 | 2 루 타 | 3 루 타 | 홈 런 | 타 점 | 도 루 | 도 실 | 볼 넷 | 삼 진 | 타 율 | 출 루 율 | 장 타 율 | O P S | 루 타 | 병 살 타 | 몸 맞 | 희 타 | 희 플 | 고 4 |
| --------------- | --------------- | --------------- | ----- | ----- | ----- | ----- | ----- | ------- | ------- | ----- | ----- | ----- | ----- | ----- | ----- | ----- | -------- | -------- | ----- | ----- | -------- | ----- | ----- | ----- | ---- |
| 1982            | 해태            | 24              | 80    | 340   | 318   | 48    | 97    | 17      | 4       | 13    | 69    | 10    | 5     | 9     | 55    | .305  | .340     | .506     | .847  | 161   | 7        | 8     | 0     | 5     | 0    |
| 1983            | 해태            | 25              | 96    | 382   | 339   | 59    | 111   | 20      | 0       | 7     | 40    | 13    | 7     | 38    | 38    | .327  | .402     | .448     | .850  | 152   | 7        | 4     | 0     | 1     | 2    |
| 1984            | 해태            | 26              | 98    | 410   | 365   | 48    | 94    | 16      | 2       | 12    | 41    | 7     | 5     | 39    | 59    | .258  | .336     | .411     | .747  | 150   | 6        | 4     | 0     | 2     | 2    |
| 1985            | 해태            | 27              | 105   | 455   | 400   | 66    | 133   | 29      | 1       | 22    | 75    | 8     | 5     | 42    | 37    | .333  | .400     | .575     | .975  | 230   | 6        | 3     | 4     | 6     | 2    |
| 1986            | 해태            | 28              | 104   | 449   | 404   | 64    | 113   | 16      | 0       | 18    | 57    | 10    | 10    | 32    | 45    | .280  | .340     | .453     | .793  | 183   | 8        | 6     | 5     | 2     | 1    |
| 1987            | 해태            | 29              | 81    | 342   | 306   | 43    | 96    | 22      | 0       | 15    | 46    | 3     | 1     | 30    | 29    | .314  | .378     | .533     | .911  | 163   | 5        | 3     | 1     | 2     | 5    |
| 1988            | 해태            | 30              | 104   | 457   | 404   | 72    | 131   | 12      | 0       | 30    | 89    | 16    | 5     | 31    | 52    | .324  | .382     | .577     | .959  | 233   | 4        | 11    | 4     | 7     | 3    |
| 1989            | 해태            | 31              | 118   | 513   | 414   | 93    | 116   | 18      | 0       | 26    | 84    | 32    | 8     | 84    | 62    | .280  | .407     | .512     | .920  | 212   | 7        | 9     | 0     | 6     | 11   |
| 1990            | 해태            | 32              | 89    | 385   | 331   | 61    | 93    | 17      | 2       | 11    | 49    | 14    | 4     | 39    | 53    | .281  | .361     | .444     | .805  | 147   | 4        | 6     | 3     | 6     | 0    |
| 1991            | 해태            | 33              | 112   | 482   | 411   | 69    | 121   | 25      | 5       | 23    | 83    | 16    | 9     | 51    | 70    | .294  | .388     | .547     | .935  | 225   | 7        | 15    | 0     | 5     | 2    |
| 1992            | 해태            | 34              | 117   | 458   | 410   | 62    | 107   | 18      | 0       | 15    | 59    | 6     | 2     | 37    | 59    | .261  | .331     | .415     | .746  | 170   | 9        | 7     | 2     | 2     | 1    |
| 1993            | 해태            | 35              | 107   | 403   | 362   | 45    | 99    | 23      | 0       | 6     | 52    | 4     | 2     | 27    | 59    | .273  | .331     | .387     | .718  | 140   | 12       | 6     | 4     | 4     | 0    |
| 1994            | 해태            | 36              | 45    | 171   | 157   | 17    | 37    | 10      | 0       | 1     | 14    | 4     | 3     | 9     | 31    | .236  | .288     | .318     | .607  | 50    | 0        | 3     | 1     | 1     | 0    |
| 1995            | 해태            | 37              | 82    | 255   | 229   | 15    | 41    | 4       | 0       | 8     | 23    | 0     | 1     | 15    | 47    | .179  | .236     | .301     | .537  | 69    | 9        | 3     | 5     | 3     | 2    |
| KBO 통산 : 14년 | KBO 통산 : 14년 | KBO 통산 : 14년 | 1338  | 5502  | 4850  | 762   | 1389  | 247     | 14      | 207   | 781   | 143   | 67    | 483   | 696   | .286  | .358     | .471     | .829  | 2285  | 91       | 88    | 29    | 52    | 31   |

- 시즌 기록 중 굵은 글씨는 해당 시즌 최고 기록

### 투수 성적
| 연 도          | 소 속          | 나 이          | 승 리 | 패 전 | 승 률 | 평 자 책 | 출 장 | 선 발 | 완 투 | 완 봉 | 세 이 브 | 홀 드 | 이 닝 | 피 안 타 | 피 홈 런 | 볼 넷 | 고 4 | 탈 삼 진 | 몸 맞 | 보 크 | 폭 투 | 실 점 | 자 책 | 타 자 수 | W H I P |
| -------------- | -------------- | -------------- | ----- | ----- | ----- | -------- | ----- | ----- | ----- | ----- | -------- | ----- | ----- | -------- | -------- | ----- | ---- | -------- | ----- | ----- | ----- | ----- | ----- | -------- | ------- |
| 1982           | 해태           | 24             | 10    | 5     | .667  | 2.88     | 26    | 5     | 3     | 1     | 1        | 0     | 106.1 | 88       | 6        | 45    | 0    | 49       | 6     | 2     | 0     | 44    | 34    | 438      | 1.25    |
| 1983           | 해태           | 25             | 1     | 1     | .500  | 2.08     | 4     | 3     | 1     | 1     | 0        | 0     | 17.1  | 13       | 1        | 5     | 0    | 8        | 1     | 0     | 0     | 6     | 4     | 71       | 1.04    |
| 1985           | 해태           | 27             | 4     | 3     | .571  | 3.35     | 10    | 2     | 1     | 0     | 1        | 0     | 40.1  | 35       | 1        | 18    | 4    | 12       | 1     | 0     | 1     | 18    | 15    | 170      | 1.31    |
| 1986           | 해태           | 28             | 0     | 1     | .000  | 9.00     | 1     | 1     | 0     | 0     | 0        | 0     | 3.0   | 2        | 0        | 3     | 0    | 0        | 0     | 0     | 0     | 3     | 3     | 15       | 1.67    |
| KBO 통산 : 4년 | KBO 통산 : 4년 | KBO 통산 : 4년 | 15    | 10    | .600  | 3.02     | 41    | 11    | 5     | 2     | 2        | 0     | 167.0 | 138      | 8        | 71    | 4    | 69       | 8     | 2     | 1     | 71    | 56    | 694      | 1.25    |

## 경력

### 선수
- 군산상업고등학교
- 동국대학교 : 1978년 - 1982년
- 해태 타이거즈 : 1982년 - 1995년

### 지도자
- 해태 타이거즈 코치 : 1997년 - 2000년
- 해태 타이거즈 감독 : 2001년
- KIA 타이거즈 감독 : 2002년 - 2004년
- 군산상업고등학교 감독 : 2004년 - 2005년
- 한화 이글스 수석코치 : 2013년 - 2014년

### 기타
- 한국 야구 위원회 경기 운영 위원 : 2006년
- MBC ESPN 야구 해설 위원 : 2007년
- 제1회 대한민국야구박람회 조직위원장 : 2012년

### 방송 출연
- KBS-2TV 천하무적 야구단 - 기술고문 및 해설위원
- 온게임넷 G마켓 마구마구 프로리그 - 해설위원
- KNN 섬마을 할매 - MC

### 광고 출연
- 대우자동차 티코

## 가족 관계
- 배우자: 이신화 (1958년 ~ )
  - 장남: 김범진 (1983년 ~ )
    - 며느리: 최유리 (1986년 ~ )

  - 차남 있음

## 출신 학교
- 군산중앙초등학교
- 군산중학교
- 군산상업고등학교
- 동국대학교